# Bölöni Sándor
Bölöni Sándor (Ploiești, 1939. február 8. – Nagyvárad, 1982. augusztus 12.) magyar újságíró, műfordító, irodalomszervező.

## Életútja
Nagyváradon érettségizett, a kolozsvári egyetemen orosz-magyar szakot végzett, 1962-től 1977-ig az Előre belső munkatársa, majd a Nagyváradi Állami Színház magyar tagozatának irodalmi titkára. A nagyváradi Irodalmi Kerekasztal vezetője, irodalomszervezői munkája a helyi irodalmi élet fellendüléséhez, az országos áramkörbe való bekapcsolódásához vezetett.
Román költők, így Arghezi, Demostene Botez, Maria Banuș, Beniuc tolmácsolásával antológiákban szerepelt, szovjet lírikusok, köztük Ahmadulina, Jevtusenko, Rozsgyesztvenszkij, Tvardovszkij, Vinokurov, Voznyeszenszkij verseit fordította az Igaz Szó, Korunk és Utunk számára. Ion Băieșu Jocul című színművét A játék címmel az ő fordításában mutatták be Nagyváradon (1978). Az Ady-centenárium alkalmából románra fordította Ady Endre A műhelyben című színművét (hangjátékként adták elő a kolozsvári rádióban nagyváradi román színművészek). Fordításkötetei: Hricko Bojko: Zöld patika (gyermekversek, 1967); Constantin Bratu: Ugyanazzal a taktikával (színdarab, 1967).
A hatóságok sorozatos zaklatása miatt öngyilkossággal vetett véget életének, megmérgezte magát.